# Nakamura (Familienname)
Nakamura ist ein japanischer Familienname.

## Herkunft und Bedeutung
Nakamura ist in der Schreibweise 中村 (oft interpretiert als: Mitten im Dorf, Dorfmitte; eigtl. wohl: Zentralsiedlung, Hauptdorf) der achthäufigste Familienname in Japan. Das Namenswörterbuch ENAMDICT kennt noch 12 weitere Schreibweisen, von denen insbesondere 仲村 recht häufig vorkommt.

## Namensträger

### A
- Aiko Nakamura (* 1983), japanische Tennisspielerin
- Akihiko Nakamura (* 1990), japanischer Zehnkämpfer
- Akimasa Nakamura (* 1961), japanischer Astronom
- Akira Nakamura (Leichtathlet) (* 1967), japanischer Hindernis- und Langstreckenläufer
- Akira Nakamura (Baseballspieler) (* 1989), japanischer Baseballspieler
- Akitoshi Nakamura (* 1958), Pseudonym des japanischen Schriftstellers Yūichi Seirai
- Anju Nakamura (* 2000), japanische Nordische Kombiniererin
- Asumiko Nakamura, japanische Manga-Zeichnerin
- Atsuo Nakamura (* 1940), japanischer Schauspieler und Politiker
- Atsutaka Nakamura (* 1990), japanischer Fußballspieler
- Aya Nakamura (* 1995), französisch-malische RnB-Sängerin

### C
- Nakamura Chōhachi (1865–1940), japanischer katholischer Missionar

### D
- Daishin Nakamura (* 1966), japanischer Baseballspieler
- Nakamura Daizaburō (1898–1947), japanischer Maler

### E
- Eiichi Nakamura (Hockeyspieler) (1909–1945), japanischer Hockeyspieler
- Eiichi Nakamura (Politiker) (1930–2017), japanischer Politiker (NFP)
- Eiichi Nakamura (Animator) (* 1947), japanischer Animator
- Eiichi Nakamura (Chemiker) (* 1951), japanischer Chemiker
- Emi Nakamura (* 1980), US-amerikanische Ökonomin

### F
- Fumiaki Nakamura (* 1981), japanischer Fußballspieler
- Fuminori Nakamura (* 1977), japanischer Schriftsteller
- Nakamura Fusetsu (1866–1943), japanischer Maler

### G
- Nakamura Gakuryō (1890–1969), japanischer Maler
- Ganjirō Nakamura (1902–1983), japanischer Filmschauspieler
- Gō Nakamura (* 1986), japanischer Fußballspieler

### H
- Nakamura Hajime (1912–1999), japanischer Buddhismuskundler und Philosoph
- Hachidai Nakamura (1931–1992), japanischer Jazzpianist und Songwriter
- Hayato Nakamura (* 1991), japanischer Fußballspieler
- Hideyuki Nakamura (* 1984), japanischer Fußballspieler
- Hikaru Nakamura (Mangaka) (* 1984), japanische Mangazeichnerin
- Hikaru Nakamura (* 1987), US-amerikanischer Schachspieler
- Hirohito Nakamura (* 1974), japanischer Fußballspieler
- Hiroko Nakamura (1944–2016), japanische klassische Pianistin
- Hitoshi Nakamura (* 1949), japanischer Eishockeyspieler
- Hōdō Nakamura (* 1950), japanischer Politiker
- Hokuto Nakamura (* 1985), japanischer Fußballspieler
- Hotaka Nakamura (* 1997), japanischer Fußballspieler

### I
- Ikumi Nakamura, japanische Videospielkünstlerin und Regisseurin
- Izumi Nakamura (* 1938), japanischer Fischereibiologe

### J
- Jakuemon Nakamura IV (1920–2012), japanischer Schauspieler
- Jirō Nakamura (* 2003), japanischer Fußballspieler

### K
- Kaede Nakamura (* 1991), japanische Fußballspielerin
- Kaito Nakamura (* 2001), japanischer Fußballspieler
- Kazuhiro Nakamura (Kampfsportler) (* 1979), japanischer Kampfsportler
- Kazuhiro Nakamura (Skispringer) (* 1980), japanischer Skispringer
- Kazumi Nakamura (* 1971), japanische Volleyballspielerin
- Kazuo Nakamura (1926–2002), kanadischer Maler
- Kazuyoshi Nakamura (* 1955), japanischer Fußballspieler
- Nakamura Keiu (1832–1891), japanischer Pädagoge und Übersetzer
- Kengo Nakamura (Musiker) (* 1965), japanischer Jazzmusiker
- Kengo Nakamura (Fußballspieler, 1980) (* 1980), japanischer Fußballspieler
- Kengo Nakamura (Fußballspieler, 1992) (* 1992), japanischer Fußballspieler
- Nakamura Ken’ichi (1895–1967), japanischer Maler
- Keita Nakamura (* 1993), japanischer Fußballspieler
- Keito Nakamura (* 2000), japanischer Fußballspieler
- Kenji Nakamura (Segler) (* 1964), japanischer Segler
- Kenji Nakamura (Regisseur) (* 1970), japanischer Regisseur
- Nakamura Kenkichi (1889–1934), japanischer Lyriker
- Kento Nakamura (* 1997), japanischer Fußballspieler
- Kenzo Nakamura (* 1973), japanischer Judoka
- Nakamura Kichiemon I. (1886–1954), japanischer Schauspieler
- Kisato Nakamura (* 1993), japanische Radrennfahrerin
- Kinjiro Nakamura (* 1975), japanischer Tischtennisspieler
- Kishirō Nakamura (* 1949), japanischer Politiker
- Nakamura Kiyoo (1855–1930), japanischer Meteorologe
- Kiyoshi Nakamura (Mittelstreckenläufer) (1913–1985), japanischer Leichtathlet
- Kiyoshi Nakamura (Fußballspieler) (* 1971), japanischer Fußballspieler
- Nakamura Kō (1920–2015), japanische Diskuswerferin
- Kōki Nakamura (* 1992), japanischer Fußballspieler
- Kōsei Nakamura (* 1981), japanischer Fußballspieler
- Kōsuke Nakamura (* 1995), japanischer Fußballspieler
- Nakamura Kōtarō (1881–1947), japanischer General und Politiker
- Kunihiko Nakamura (* 1939), japanischer Basketballspieler
- Kuniwo Nakamura (1943–2020), palauischer Politiker, Präsident 1993 bis 2001
- Nakamura Kusatao (1901–1983), japanischer Schriftsteller und Dichter
- Kyōga Nakamura (* 1996), japanischer Fußballspieler

### M
- Mai Nakamura (Schwimmerin, 1979) (* 1979), japanische Schwimmerin
- Mai Nakamura (Synchronschwimmerin) (* 1989), japanische Synchronschwimmerin
- Manabu Nakamura (* 1977), japanischer Fußballspieler
- Nakamura Mariko, japanische Mangaka
- Masato Nakamura (* 1958), japanischer Musiker
- Masaya Nakamura (1925–2017), japanischer Unternehmer
- Michael Nakamura (* 1976), australischer Baseballspieler
- Minako Nakamura (* 1986), japanische Metal-Gitarristin
- Misato Nakamura (* 1989), japanische Judoka
- Nakamura Mitsuo (1911–1988), japanischer Schriftsteller und Literaturkritiker
- Mizuki Nakamura (* 1996), japanische Sprinterin
- Nakamura Murao (1886–1949), japanischer Literaturtheoretiker und -kritiker

### N
- Naoki Nakamura (* 1996), japanischer Skispringer
- Naoshi Nakamura (* 1979), japanischer Fußballspieler
- Naoto Nakamura (* 1969), japanischer Rugby-Union-Spieler
- Noboru Nakamura (1913–1981), japanischer Regisseur und Drehbuchautor
- Nobuo Nakamura (1908–1991), japanischer Schauspieler
- Norihiro Nakamura (* 1973), japanischer Baseballspieler

### P
- Peter Michiaki Nakamura (* 1962), japanischer Geistlicher, Erzbischof von Nagasaki

### R
- Nakamura Reikichi (* 1916), japanischer Eisschnellläufer
- Reiko Nakamura (* 1982), japanische Schwimmerin
- Rimu Nakamura (* 2002), japanischer BMX-Freestyle-Fahrer
- Ryō Nakamura (Fußballspieler, 1996) (* 1996), japanischer Fußballspieler
- Ryo Nakamura (Fußballspieler, 2002) (* 2002), japanischer Fußballspieler
- Ryōta Nakamura (* 1991), japanischer Fußballspieler
- Ryōto Nakamura (* 1991), japanischer Rugby-Union-Spieler
- Ryōtarō Nakamura (* 1997), japanischer Fußballspieler
- Ryūtarō Nakamura (1955–2013), japanischer Zeichentrickfilmregisseur

### S
- Seiichi Nakamura (* 1947), japanischer Jazzmusiker
- Nakamura Seiji (Physiker) (1869–1960), japanischer Physiker
- Seiji Nakamura (Politiker) (1931–2018), japanischer Politiker (LDP, NFP etc.)
- Seiji Nakamura (Maler) (1935–2011), japanischer Maler
- Shigekazu Nakamura (* 1958), japanischer Fußballspieler
- Shigenobu Nakamura (* 1950), japanischer Komponist
- Shin Nakamura (* 1974), japanischer Fußballspieler
- Nakamura Shin’ichirō (1918–1997), japanischer Schriftsteller
- Shinsuke Nakamura (* 1980), japanischer Wrestler
- Nakamura Shinya (Bildhauer) (* 1926), japanischer Bildhauer
- Shinya Nakamura (Go) (* 1973), japanischer Go-Spieler
- Shōgo Nakamura (* 1992), japanischer Langstreckenläufer
- Shōzaburō Nakamura (1934–2023), japanischer Politiker
- Shuji Nakamura (* 1954), japanischer Physiker
- Shun Nakamura (Fußballspieler, 1994) (* 1994), japanischer Fußballspieler
- Shun Nakamura (Fußballspieler, 1999) (* 1999), japanischer Fußballspieler
- Shungiku Nakamura (* 1980), japanische Mangaka
- Shunsuke Nakamura (* 1978), japanischer Fußballspieler
- Shunta Nakamura (* 1999), japanischer Fußballspieler
- Shūsei Nakamura (1935–2014), japanischer Synchronsprecher
- Sōta Nakamura (* 2002), japanischer Fußballspieler
- Sumire Nakamura (* 2009), japanische Go-Spielerin
- Suzy Nakamura (* 1973), US-amerikanische Schauspielerin

### T
- Tadashi Nakamura (Kampfsportler) (* 1942), japanischer Kampfsportler
- Tadashi Nakamura (Biathlet) (* 1956), japanischer Biathlet
- Tadashi Nakamura (Fußballspieler) (* 1971), japanischer Fußballspieler
- Taichi Nakamura (* 1993), japanischer Fußballspieler
- Taiki Nakamura (* 2002), japanischer Judoka
- Taisuke Nakamura (* 1989), japanischer Fußballspieler
- Nakamura Taizaburō (1912–2003), japanischer Kampfsportler
- Takumi Nakamura (Handballspieler) (* 1996), japanischer Handballspieler
- Takumi Nakamura (Fußballspieler) (* 2001), japanischer Fußballspieler
- Takuya Nakamura (* 1984), japanischer Eishockeyspieler
- Tamotsu Nakamura (* 1934), japanischer Alpinist
- Taniko Nakamura (* 1943), japanische Kunstturnerin
- Nakamura Tarō (1918–2011), japanischer Politiker
- Tatsuya Nakamura (Musiker, 1945) (* 1945), japanischer Jazzschlagzeuger und Komponist
- Tatsuya Nakamura (Musiker, 1965) (* 1965), japanischer Fusionschlagzeuger und Schauspieler
- Nakamura Teii (1900–1982), japanischer Maler
- Nakamura Teijo (1900–1988), japanische Haiku-Dichterin
- Nakamura Tekisai (1629–1702), japanischer Philosoph
- Tempu Nakamura (1876–1968), japanischer Kampfsportler und Yoga-Lehrer (Shin-Shin-Toitsu-Do)
- Nakamura Teruo (1919–1979), japanischer Soldat
- Tetsuaki Nakamura (* 1948), japanischer Boxer
- Tohru Nakamura (* 1983), deutscher Koch
- Tokihiro Nakamura (* 1960), japanischer Politiker
- Torakichi Nakamura (1915–2008), japanischer Golfspieler
- Toshiharu Nakamura (* 1935), japanischer Feldhockeyspieler
- Toshimaru Nakamura (* 1966), japanischer Improvisationsmusiker
- Tōya Nakamura (* 2000), japanischer Fußballspieler
- Tsuko Nakamura (* 1943), japanischer Astronom
- Nakamura Tsune (1887–1924), japanischer Maler der Yōga-Richtung

### Y
- Yasunobu Nakamura (* 1968), japanischer Physiker
- Yasuo Nakamura (* 1971), japanischer Bobsportler
- Yasushi Nakamura (* 1982), japanischer Jazzmusiker (Kontrabass)
- Yoshihiro Nakamura (* 1970), japanischer Filmregisseur, der u. a. Fish Story gedreht hat
- Yoshiki Nakamura (* 1969), japanische Mangaka
- Yoshio Nakamura (* 1970), japanischer Judoka
- Yoshirō Nakamura (* 1979), japanischer Fußballspieler
- Yugo Nakamura (* 1970), japanischer Webdesigner
- Yūichi Nakamura (Synchronsprecher) (* 1980), japanischer Synchronsprecher
- Yūichi Nakamura (Schauspieler) (* 1987), japanischer Schauspieler
- Yuki Nakamura (Badminton) (* ~1970), japanischer Sportler und Manager
- Yuki Nakamura (Fußballspieler) (* 1987), japanischer Fußballspieler
- Yuki Nakamura (Läuferin) (* 2000), japanische Leichtathletin
- Yukimasa Nakamura (* 1972), japanischer Judoka
- Yurika Nakamura (* 1986), japanische Leichtathletin
- Yūsuke Nakamura (* 1986), japanischer Fußballspieler
- Yusuke Nakamura (Mediziner) (* 1952), japanischer Genetiker und Krebsforscher
- Yuto Nakamura (Fußballspieler) (* 1987), japanisch-hongkonger Fußballspieler
- Yūto Nakamura (Nordischer Kombinierer) (* 1997), japanischer nordischer Skisportler
- Yūya Nakamura (Fußballspieler, 1986) (* 1986), japanischer Fußballspieler
- Yūya Nakamura (Fußballspieler, 1987) (* 1987), japanischer Fußballspieler
- Yūzo Nakamura (* 1942), japanischer Volleyballspieler